# 好溪

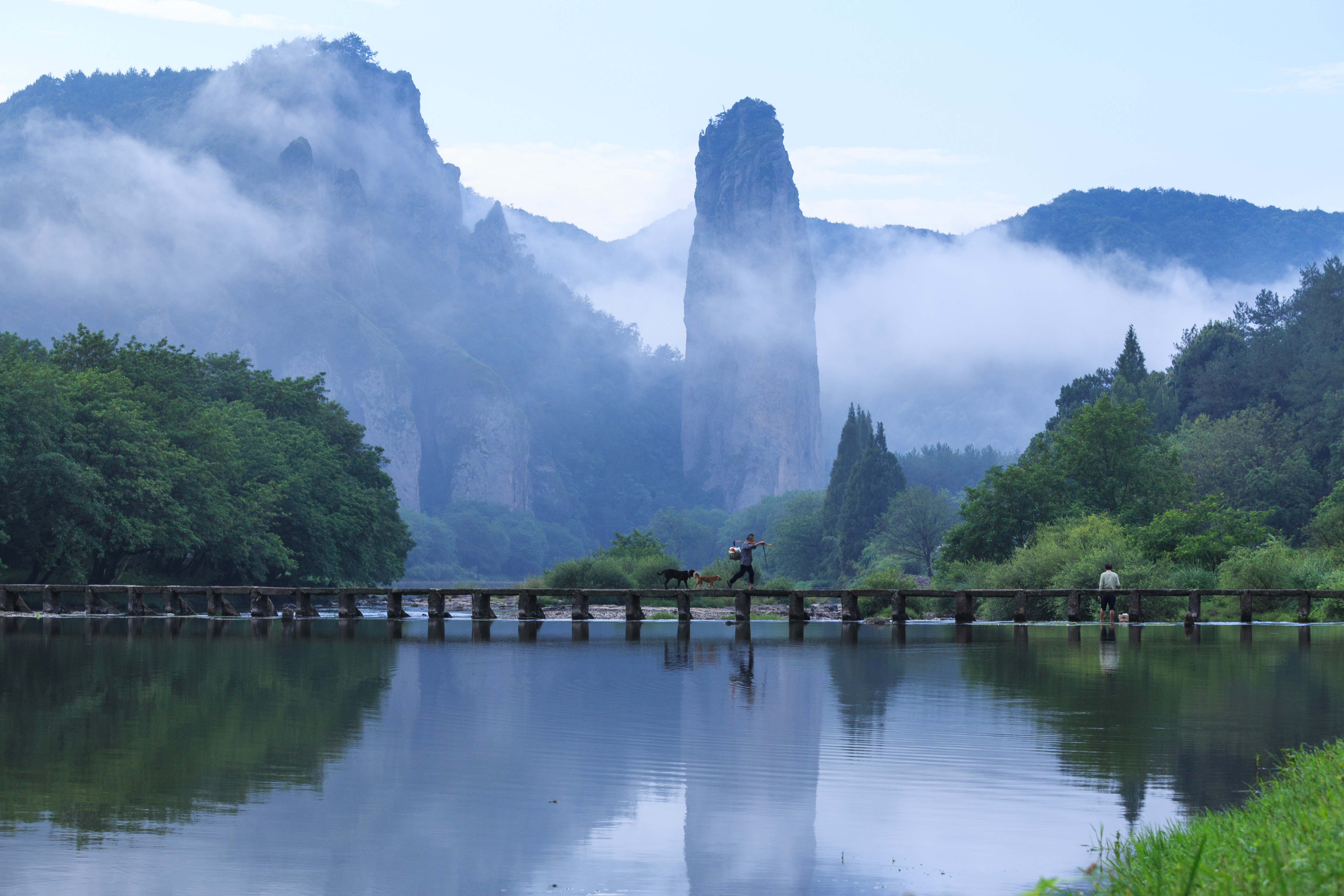
好溪中段仙都景区。

好溪，位于中华人民共和国浙江省中南部，是瓯江大溪段左岸支流。原名恶溪，因滩多流急，舟楫常遭覆没，故名。唐大中年间，段成式担任处州刺史，亲自勘测水情，组织民工凿岩破险，疏浚河道，修渠灌溉，当地百姓为纪念其功绩，遂将恶溪更名为“好溪”。好溪发源于磐安县双峰乡溪上村东北花溪风景区的大盘山大岗尖，蜿蜒向西南，流经双峰乡、仁川镇、冷水镇、缙云县壶镇镇、东方镇、仙都街道、县城五云街道、东渡镇、丽水市莲都区东北部等地区，于丽水市区东南紫金街道古城村汇入瓯江大溪段。河长129千米，流域面积1340平方千米，年均径流量12.2亿立方米。中游有著名的仙都风景区。